# Que (tour)

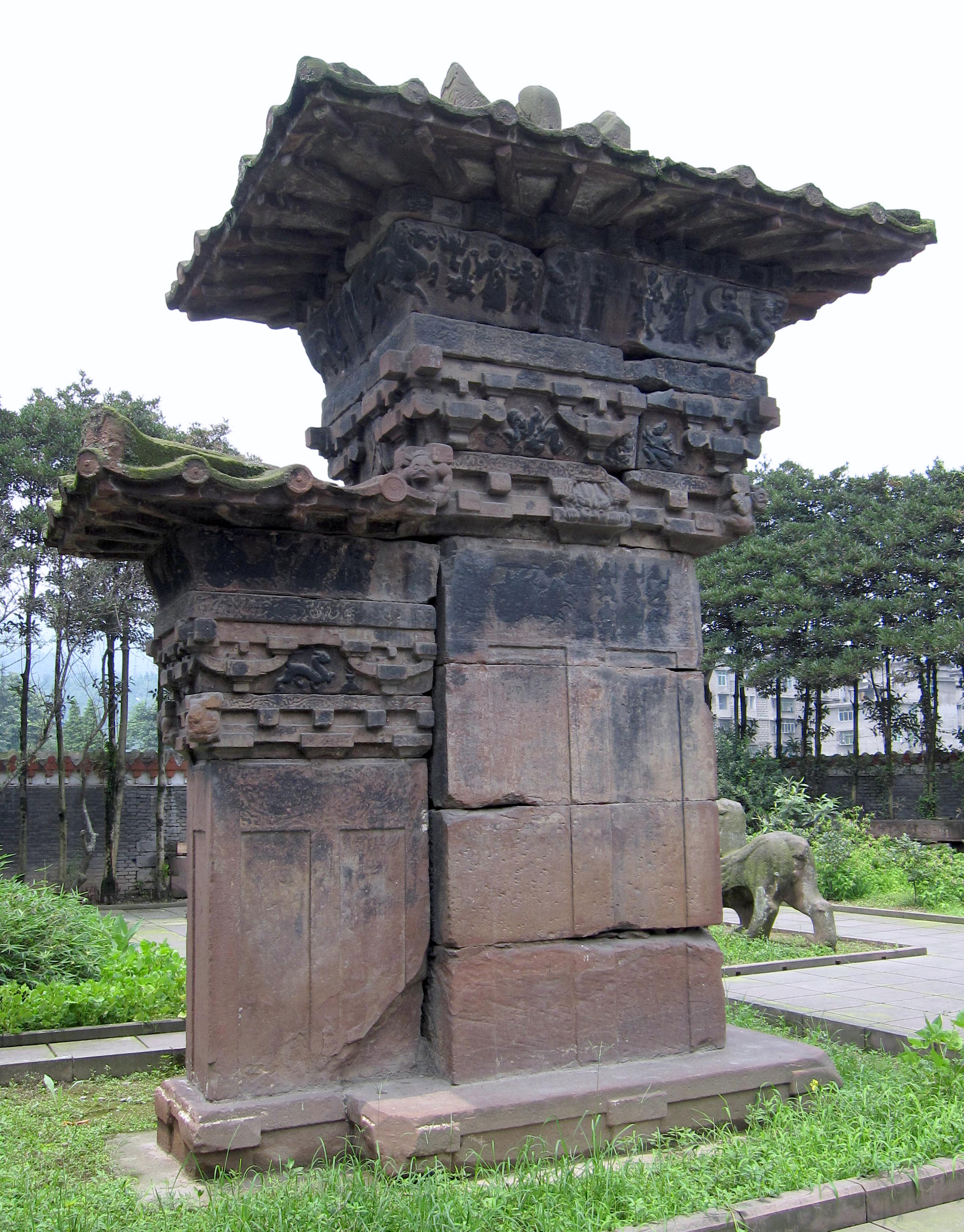
Un Que en pierre, d'une hauteur totale de 6 m, situé sur la tombe de Gao Yi à Ya'an, province du Sichuan, dynastie des Han orientaux. Remarquez les décorations en pierre sculptée des avant-toits en tuiles. Bien que les que en pierre de la dynastie Han disposés dans les shendao n'avaient aucune partie en bois ou en céramique, ils imitaient souvent les bâtiments en bois avec des tuiles en céramique.

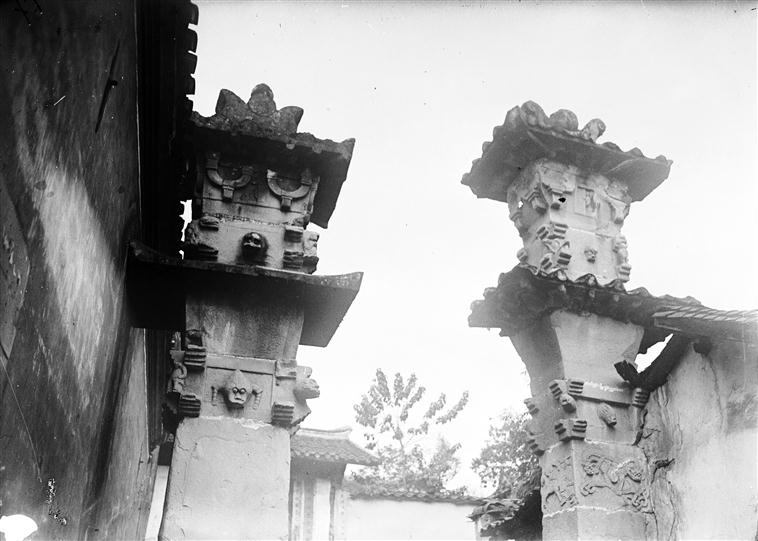
Que en pierre de Dingfang, datant de la dynastie des Han orientaux et situés dans le Xian de Zhong, à Chongqing. Ils appartenaient autrefois à un temple dédié à Ba Manzi, un général de la Période des Royaumes combattants.

Une Que (chinois simplifié : 阙 ; chinois traditionnel : 闕 ; pinyin : què ; cantonais Jyutping : kyut3) est une tour-porte d'entrée indépendante et cérémonielle de l'architecture traditionnelle chinoise. Construites pour la première fois sous la dynastie Zhou (1046-256 av. J.-C.), les tours que ont été utilisées pour servir de portes d'entrée cérémonielles des tombes, des palais et des temples dans toute la Chine pré-moderne, jusqu'à la dynastie Qing (1644-1912). L'utilisation des tours-portes Que atteint son apogée pendant la dynastie Han (202 av. J.-C. - 220 ap. J.-C.), et aujourd'hui, elles peuvent souvent être considérées comme un élément d'un ensemble architectural (une allée des esprits, shendao) des tombes des hauts fonctionnaires de la dynastie Han. On en trouve également devant les temples. Richement décorées, elles comptent parmi les vestiges les plus précieux de la sculpture et de l'architecture de cette époque.

## LesQuesous la dynastie Han
Les historiens et sinologues pensent que les Que sont des reproductions en pierre des tours indépendantes en bois et/ou en terre qui étaient placées par paires devant les entrées des palais, des temples et des bâtiments gouvernementaux de l'époque. Construites au moins depuis la dynastie Qin, ces tours indépendantes, qui servaient de marqueurs des limites symboliques d'un palais ou d'un temple, dérivaient de tours-portes faisant partie intégrante d'un bâtiment ou d'un mur d'enceinte. Aucune de ces premières Que en bois intégrées à un bâtiment n'a survécu, mais on en connait l'existence grâce aux modèles réduits en terre cuite représentant des bâtiments déposés dans les tombes datant de la dynastie Han et aux peintures représentant également des bâtiments ornant les murs desdites tombes. On peut en voir, par exemple, dans une tombe située dans le Xian de Yinan, au Shandong.
Sur les shendao, les Que sont également construites par paires, une de chaque côté de la route. À l'époque de leur popularité, les Que étaient généralement l'élément le plus grand et le plus coûteux de la route des esprits ; une telle tour pouvant coûter quatre fois plus cher qu'un lion de pierre, ou dix fois plus qu'une stèle commémorative.
La signification symbolique des que des tombes était peut-être basée sur celle des que installées devant un palais ou un bâtiment. Ici, elle symboliserait le passage de l'âme dans le monde des esprits. Étant une haute structure verticale, les que pourraient aussi symboliser en même temps un lien avec le ciel.
L'utilisation des Que sur les shendao décline après la chute des Han orientaux. On a trouvé des Que datant des IIIe et IVe siècles dans le Sichuan, mais, comme le fait remarquer Ann Paludan, ils ont été construits uniquement dans les parties les plus reculées de la province, vraisemblablement celles qui étaient les plus conservatrices du point de vue culturel. En général, après l'ère des Han orientaux, le rôle que les Que avaient sur les voies des esprits a été assumé par des piliers huabiao.
Une trentaine de Que ont survécu jusqu'à notre époque. La plupart d'entre elles se trouvent au Sichuan ; quelques-unes dans le Henan et le Shandong. Selon Ann Paludan, cette répartition peut s'expliquer par deux raisons. Tout d'abord, il est possible que ces régions aient produit plus de pierre que d'autres, en raison de la disponibilité du matériau de base et de la tradition de l'artisanat de la pierre, tandis qu'ailleurs, on a construit des piliers en bois, qui n'ont pas survécu. Deuxièmement, le Sichuan possède des régions plus éloignées et difficiles d'accès, et c'est exactement là que la plupart des que datant de la dynastie Han ont été préservées. Les zones situées autour des capitales impériales, où se trouvaient les mausolées impériaux des Han orientaux, ont connu un niveau de destruction plus intense au cours des presque 2000 ans qui se sont écoulés depuis cette époque, et les Que qui y ont été construites n'ont pas eu la moindre chance de survie.
La communauté internationale a appris l'existence de la plupart des Que du Sichuan grâce à Victor Segalen, qui les a décrites lors de son expédition de 1914,.

## LesQueaprès la dynastie Han
Si l'utilisation des Que dans l'architecture funéraire et dans d'autres contextes a décliné après la fin de la dynastie Han, elle n'a pas totalement disparu pour autant. Par exemple, les tombes impériales de la dynastie Tang comportaient généralement des Que, et on peut encore en voir des vestiges aujourd'hui. Le mausolée de Qianling, qui est la tombe de l'empereur Tang Gaozong et de l'impératrice Wu Zetian, est l'exemple le mieux préservé de l'architecture funéraire Tang. Il présente trois ensembles de tours Que disposées séquentiellement le long de l'allée des esprits. Les tours-portes Que sont également restées en usage devant les temples et les ponts, ainsi qu'aux portes des palais impériaux où on en installe jusqu'à la fin de l'ère impériale. À la fin de la période impériale, leur forme évolue et elles sont combinées avec une porte plus conventionnelle pour former une structure unique en forme de U, où une porte conventionnelle est reliée, par deux « bras » s'étendant vers l'extérieur, à deux tours Que.
Les deux derniers exemples connus d'utilisation de ces portes Que « combinées » ont été trouvés comme les portes Midi, soit les entrées sud et principale des palais impériaux de Nankin et de Pékin construits pendant la dynastie Ming. Si les que de Nankin ont été démolies en 1924 pour faire place à la construction de l'aérodrome du palais Ming, celles de Pékin sont restées intactes. Bien qu'il s'agisse d'une structure unique, les Que sont bien distinctes de la porte proprement dite ; deux pavillons à toit pyramidal délimitant les Que par rapport au reste de ladite porte. En dehors de la Chine, la porte du Midi (Ngo Môn) de Hué, au Vietnam, a été construite sur le même modèle.

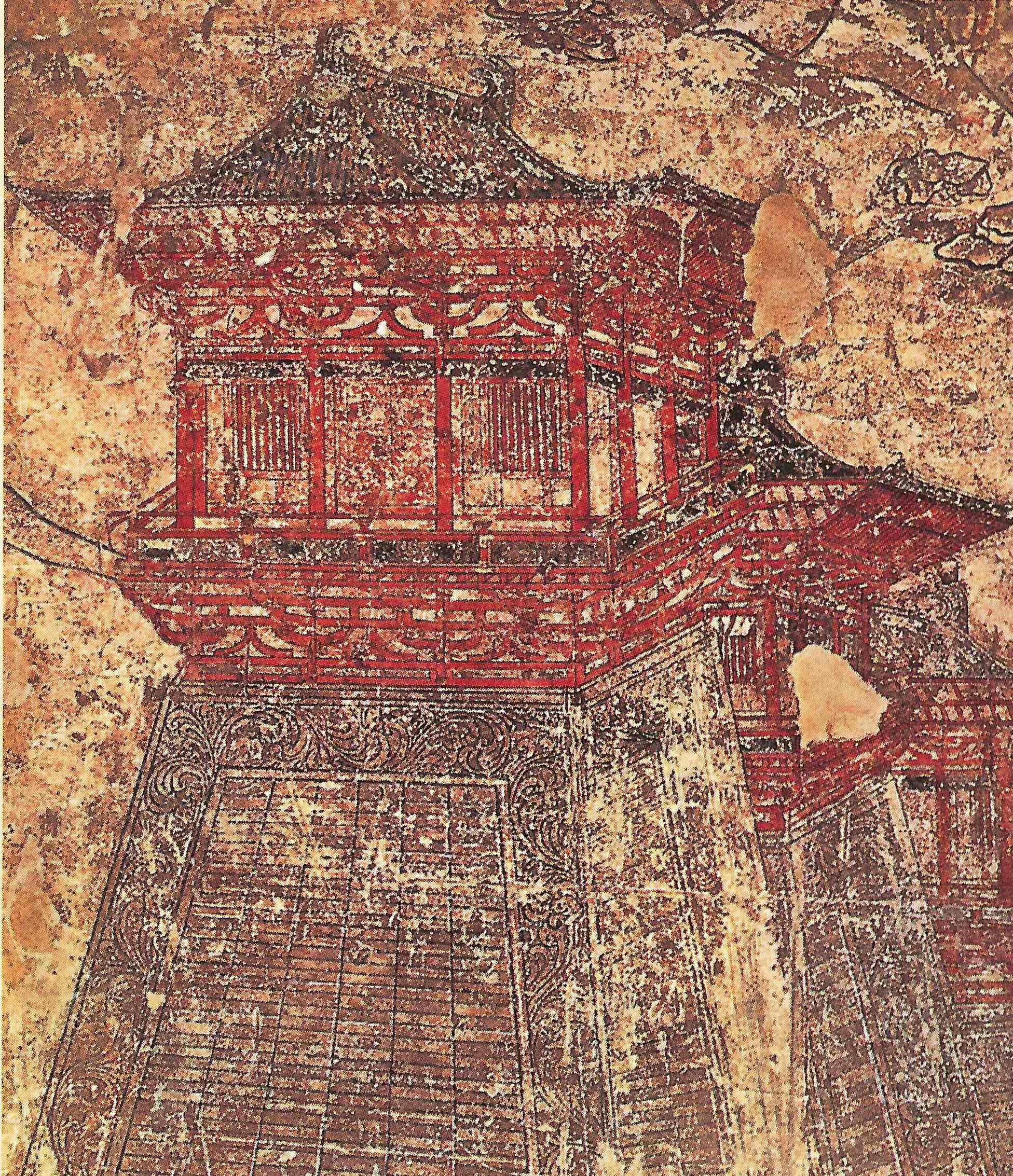
Peinture murale du tombeau du prince Yide (VIIIe siècle), représentant une tour " Que " située le long des murs de Chang'an.
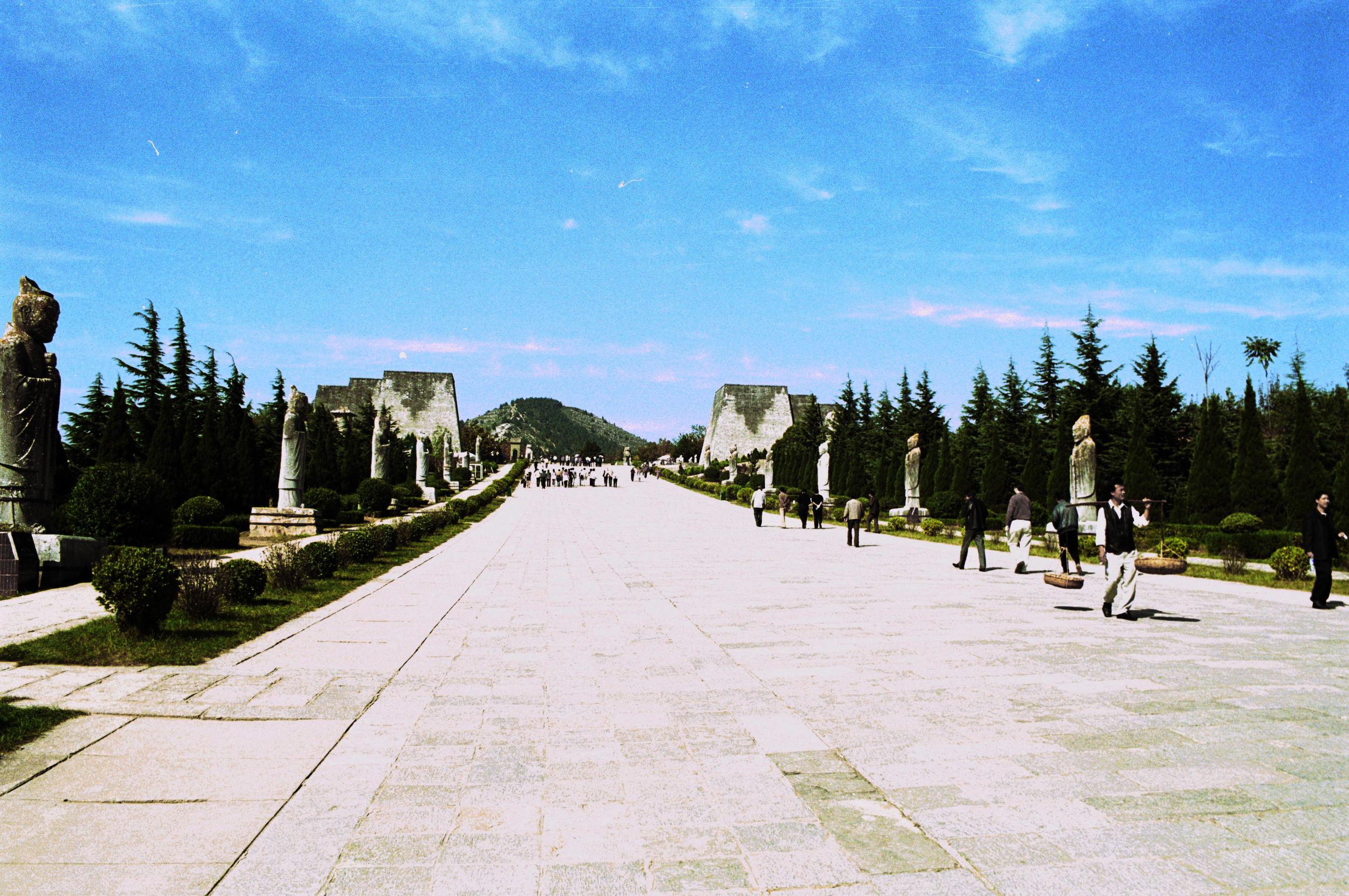
Une vue de la voie de l'esprit du mausolée de Qianling datant de la dynastie Tang. Les vestiges du troisième ensemble de tours " Que " sont visibles à mi-distance. Originellement, les plates-formes en pierre auraient été surmontées de structures en forme de pavillons.
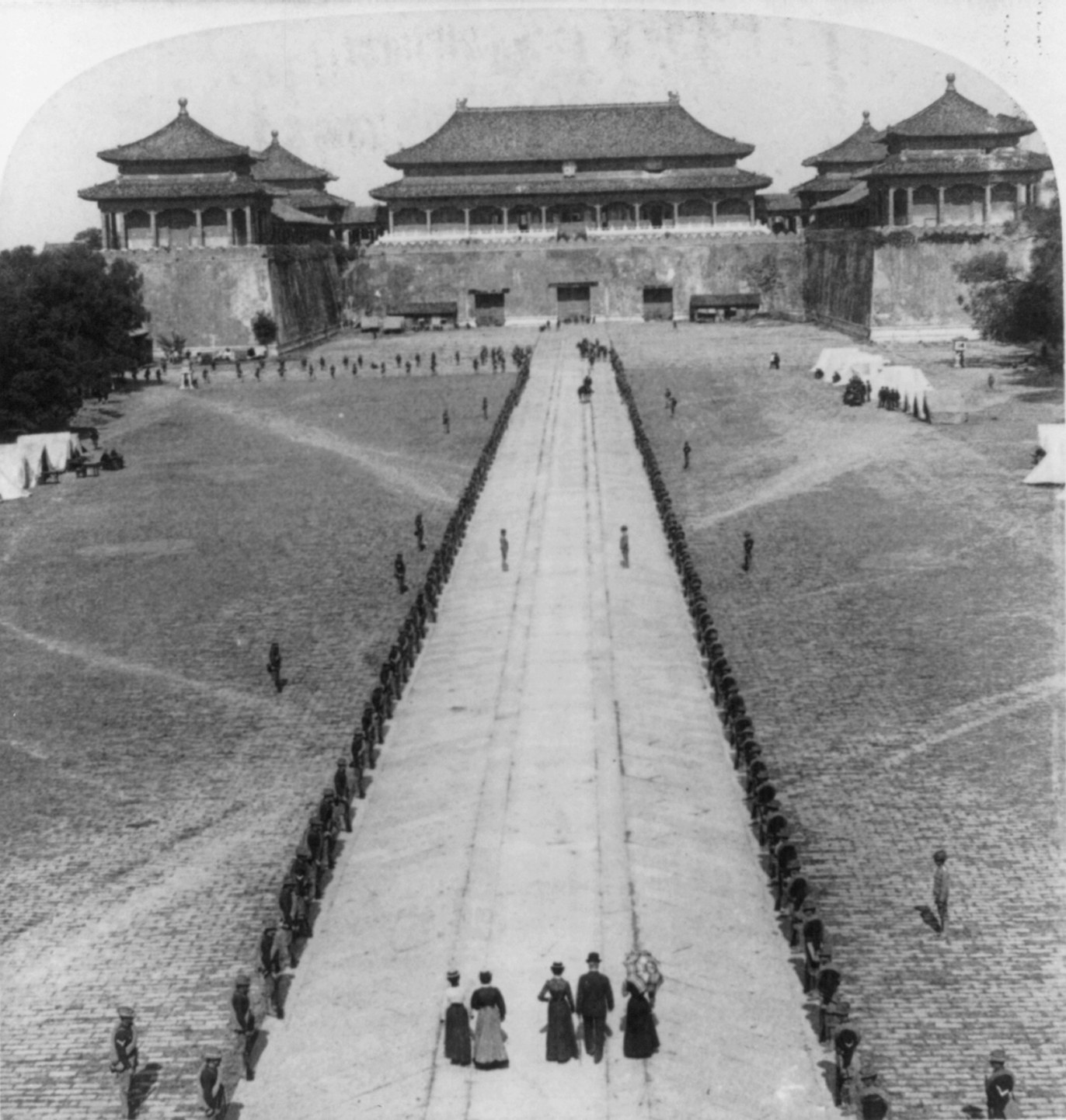
Photographie de la Porte du Midi de la Cité interdite de Pékin, prise en 1901. C'est le seul exemple encore intact d'une porte impériale "Que" en Chine, montrant les deux ailes "Que" saillantes en combinaison avec la porte conventionnelle au centre.
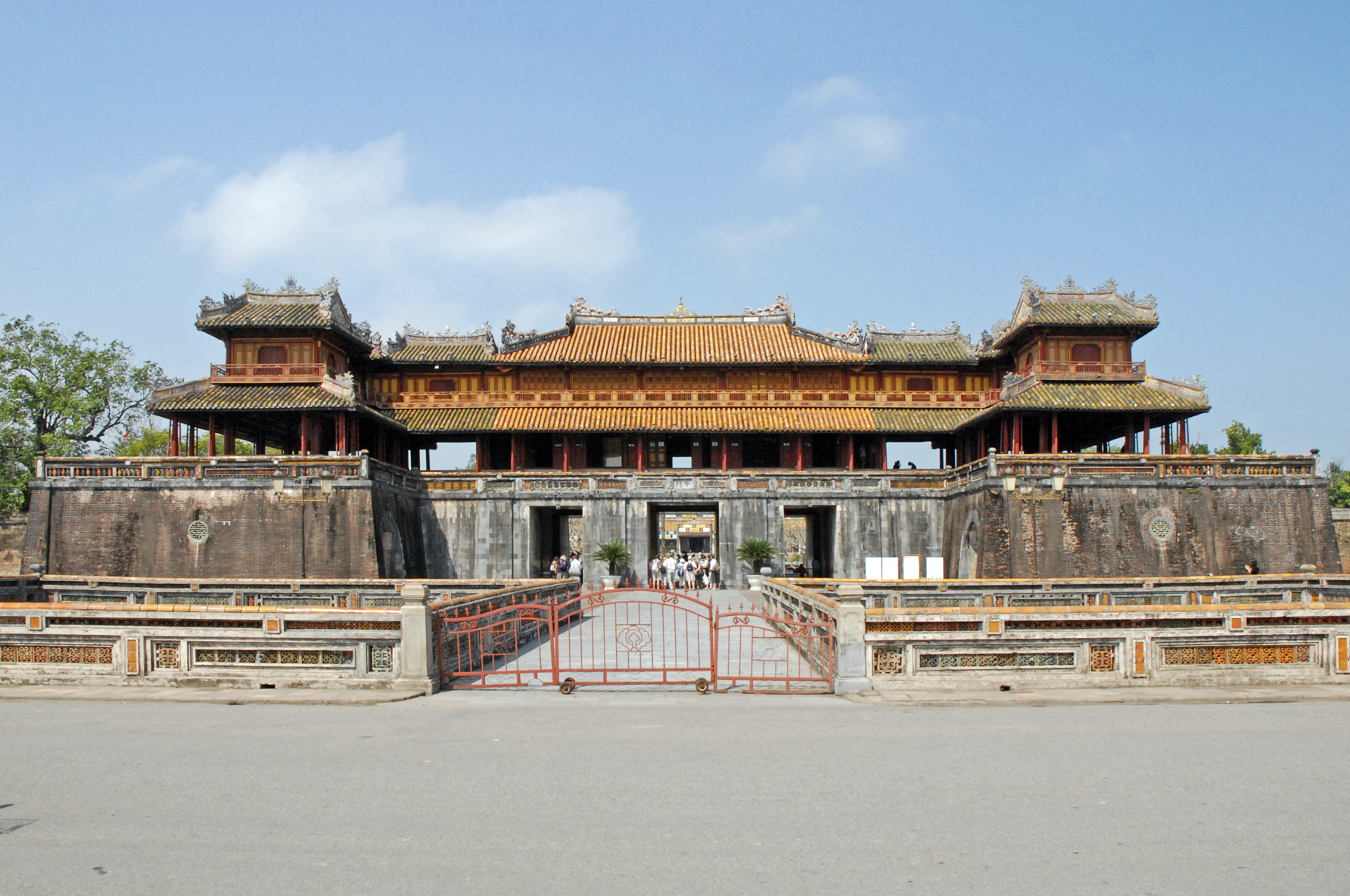
La porte du Midi (Ngo Môn), située devant la Cité impériale de Hué, au Vietnam

## Exemples deQuepréservée
- Tombe de Fan Min située dans le Xian de Lushan (Sichuan). C'est également là que se trouve la plus ancienne stèle Bìxì connue[7].
- Mausolée de la famille Shen, Xian de Qu, Sichuan
- Tombe de Gao Yi, Ya'an, Sichuan
- Tour Liye, Xian de Zitong, Sichuan